# Polypodium kaulfussii
Polypodium kaulfussii là một loài dương xỉ trong họ Polypodiaceae. Loài này được Wikstr. mô tả khoa học đầu tiên năm 1825.
Danh pháp khoa học của loài này chưa được làm sáng tỏ. 